# Циглер, Регина
Реги́на Ци́глер (нем. Regina Ziegler; род. 8 марта 1944, Кведлинбург) — немецкая кинематографистка, театральный, телевизионный и кинопродюсер, почётный профессор Университета кино в Бабельсберге. Лауреат ряда наград, включая премии фестивалей, звезду Бульвара звёзд Потсдамской площади в Берлине, орден «За заслуги перед землёй Берлин» и офицерский крест ордена «За заслуги перед ФРГ».

## Биография
Родилась 8 марта 1944 года в Кведлинбурге, однако ближе к концу Второй мировой войны её родители вместе с маленькой дочерью переехали в Обернкирхен в Нижней Саксонии, где она и провела детство и юность.
Обширное знакомство Регины с кино состоялось ещё в юности, благодаря матери — журналистке местной газеты Schaumburger Zeitung, специализировавшейся на критических обзорах фильмов и часто бравшей дочь с собой в кинотеатр. Тем не менее, кинематография не стала её первым выбором профессии. Вскоре после окончания школы, Регина Крёмер выходит за Хартмута Циглера, и в 1964 году они вместе переезжают в Берлин, где Регина Циглер стала учиться на юриста. После первого же семестра девушка прервала обучение, а впоследствии получает образование бизнес-переводчика. Через некоторое время после получения диплома устраивается на работу в телерадиокомпанию Sender Freies Berlin, где проработала несколько лет в должности ассистента фильмопроизводства.
В 1972 она расходится с мужем, оставив себе родившуюся в 1966 дочь Таню.
В 1973 году 29-летняя Регина Циглер основала собственную продюсерскую компанию Regina Ziegler-Filmproduktion, занимавшуюся продвижением молодых малоизвестных режиссёров, став одной из первых женщин в Германии с такой профессией. Первым её фильмом стал «Я думал, что я был мертв» — первый же художественный фильм режиссёра Вольфа Гремма, впоследствии видного представителя «нового немецкое кино», за которого она через несколько лет вышла замуж и прожила вместе вплоть до его смерти в июле 2015 года. Их общий дебют был удостоен премии критиков Германии 1973 года в категории «фильм». Она спродюсировала ещё ряд его фильмов, в том числе «Фабиан» по роману Эриха Кестнера (номинированный от Германии на «Оскар» за лучший иностранный фильм, но не вошедший в шорт-лист номинации) и «Камикадзе-1989» с Райнером Фассбиндером в главной роли.
Актив кинематографистки за более чем 40 лет работы насчитывает порядка 400 работ, включая около 200 художественных фильмов, телевизионные фильмы и сериалы, документальные фильмы и театральные постановки. Широко известна спродюсированная ею серия короткометражных фильмов «Эротические истории» (часть серии до 2001 года в России известна также как «Шедевры мировой киноэротики»), для съемок которых были привлечены видные режиссёры разных стран (от Финляндии до Индии), в том числе Николас Роуг и Кен Расселл, Хэл Хартли и Сьюзен Зейделман, Мани Каул и Георгий Шенгелая. Известные работы её фильмографии включают такие жанрово разные фильмы, как эротико-психологический триллер «Соло для кларнета» (1998) и криминальный детектив «Головы моих возлюбленных» (1999) по одноимённому роману Ингрид Нолль, детский фильм «Десятое лето» (2003) и социальная драма «Крик жерлянки» по Гюнтеру Грассу (2005), исторический фильм «Генрих IV» (2010), кинематографический автопортрет Ульриха Шамониса «Прощание с лягушками» (2011), комедия «Свежевыжатый» (2012) и романтическая оперетта «White Horse Inn» (2013). Она сотрудничала с такими режиссёрами, как Роза фон Праунхайм, Хельма Сандерс-Брамс, Жан-Мари Штрауб и Анджей Вайда.
В течение карьеры Регина Циглер получила ряд германских и международных кинонаград, а также привлекалась кинематографическими организациями в качестве эксперта-киноведа, в частности, в 1987 году она была членом жюри Венецианского кинофестиваля, в 2012 — международной премии «Эмми».
В 2000 году Регина Циглер привлекла свою дочь Таню Циглер к руководству компанией в качестве управляющего директора, переименовывая её в Ziegler Film GmbH & Co. KG. К настоящему времени, эта «семейная компания» остаётся одним из крупнейших независимых продюсерских центров Германии с центрами в Берлине, Кёльне и Баден-Бадене.

## Избранная фильмография

### Полнометражные кинофильмы
- 1973: Ich dachte, ich wär tot
- 1974: Chapeau Claque / Top Hat
- 1975: Meine Sorgen möcht' ich haben
- 1975: Familienglück
- 1977: Heinrich
- 1979: Фабиан[нем.] (Fabian)
- 1980: Panische Zeiten
- 1981: Malou
- 1982: Камикадзе-1989[нем.] (Kamikaze 1989)
- 1982: Sei zärtlich, Pinguin
- 1983: Klassen Feind
- 1985: Год спокойного солнца (пол. Rok spokojnego słońca)
- 1986: Роза Люксембург (Rosa Luxemburg)
- 1986: Die Reise
- 1990: Корчак (Korczak)
- 1991: Femina
- 1992: Meine Tochter gehört mir
- 1998: Соло для кларнета[нем.] (Solo für Klarinette)
- 1999: Головы моих возлюбленных[нем.] (Die Häupter meiner Lieben)
- 2003: Десятое лето[нем.] (Der zehnte Sommer)
- 2003: Suche impotenten Mann für’s Leben
- 2005: Крик жерлянки[нем.] (Unkenrufe / пол. Wróżby kumaka)
- 2010: Генрих IV[нем.] (Henri 4)
- 2011: Der Winzerkrieg
- 2012: Свежевыжатый[нем.] (Frisch gepresst)
- 2012: Kennen Sie Ihren Liebhaber?
- 2013: Bella und der Feigenbaum
- 2013: Im weißen Rössl – Wehe Du singst!
- 2015: Abgeschnitten (пре-продакшн)

### Короткометражные фильмы
(большинство из перечисленных короткометражных фильмов принадлежат к известной международной серии «Шедевры мировой киноэротики», удостоенной ряда фестивальных показов, нескольких номинаций и премий)
- 1979: Valse triste
- 1993: Прикоснись ко мне (англ. Touch Me)
- 1993: Голландский мастер / Ожившая картина[нем.] (Der flämische Meister / The Dutch Master)
- 1994: Приключение в джакузи (англ. Wet)
- 1994: Попугай принцессы Куранги[англ.] (англ. The Cloud Door / хинди बादल द्वार)
- 1995: Ненасытная миссис Кирш (англ. The Insatiable Mrs. Kirsch)
- 1995: Дьявольское образование[пол.] (пол. Diabelska edukacja)
- 1995: Удовольствие на двух колёсах (Vrooom Vroom Vrooom)
- 1995: Отель «Парадиз» (англ. Hotel Paradise)
- 1995: Награда для дрессировщика слонов / Слоны помнят всё (Der Elefant vergißt nie)
- 1995: Карамельки страсти / Леденцы (Caramelle)
- 1995: Самба страсти / Самболико (Sambolico)
- 1995: Einschub in den Bericht des Politbüros
- 1999: Пусть тебе приснится сон обо мне / Помечтая немножко (Träum' was Schönes)
- 2000: Бензоколонка (Die Tankstelle)
- 2000: Лето потери моей девственности (Tagebuch einer Verführung)
- 2000: Красная подвязка (Das rote Strumpfband)
- 2001: Сверхъестественные возможности (Powers: Magische Kräfte)
- 2001: Грузинский виноград / Любовь в винограднике (Georgische Trauben)
- 2001: Кимоно (Kimono)
- 2002: Анжела (Angela)
- 2002: Порно.com (Porn.com)
- 2002: Сверху и снизу (англ. On Top Down Under)
- 2002: Эротическая история (Eine erotische Geschichte)
- 2003: Галерея (Die Passage)
- 2003: Музыка (Music)

### Документальные фильмы
- 1980: Monarch
- 1992: Rodina heißt Heimat
- 2003: Willy Brandt — Eine Jahrhundertgestalt
- 2011: Abschied von den Fröschen

### Телефильмы
- 1996: Schmetterlingsgefühle
- 2001: Frauen, die Prosecco trinken
- 2001: Die Meute der Erben
- 2003: Im Schatten der Macht
- 2004: Die Rosenzüchterin
- 2005: Wellen
- 2006: Die Frau des Heimkehrers
- 2007: 2030 — Aufstand der Alten
- 2007: Moppel-Ich
- 2007: Der fremde Gast
- 2007: Der Unbequeme — Der Dichter Günter Grass
- 2009: Die Frau, die im Wald verschwand
- 2009: Jenseits der Mauer
- 2009: Alle Sehnsucht dieser Erde
- 2010: Schutzlos
- 2011: Die Minensucherin
- 2012: Hannas Entscheidung
- 2012: Die Holzbaronin
- 2013: Die Landärztin – Entscheidung des Herzens
- 2014: Die Briefe meiner Mutter
- 2014: Die Toten von Hameln
- 2015: Süsser September

### Телесериалы
- 1999: Sturmzeit, мини-сериал
- 2004: Einmal Bulle, immer Bulle
- 2004—2008: Im Tal des Schweigens
- 2008—2016: Убийства в Стамбуле[нем.] (Mordkommission Istanbul)
- 2009: Die Wölfe, мини-сериал
- 2010—2013: Вайсензе[нем.] (Weissensee)
- 2011: Человек с фаготом[нем.] (Der Mann mit dem Fagott), двухсерийный фильм
- 2012: Gottes mächtige Dienerin, двухсерийный фильм
- 2014: Комиссар Хеллер[нем.] (Kommissarin Heller)

## Оценка вклада в кинематограф, номинации, награды, почётные звания
Регина Циглер неоднократно оценивалась различными институциями как одна из ведущих представительниц своей профессии. В частности, Институт Гримме описал её в конце 1990-х годов как «самого известного и успешного продюсера Германии … с уникальным чувством сюжета и материала», оргкомитет Берлинского кинофестиваля в 2004 году назвал её «гранд-дамой германского кино и телевидения», что было также поддержано муниципальным правительством Берлина, а фонд American Cinema Foundation в 1999 охарактеризовал как «одного из ключевых кинопродюсеров мира» (англ. "one of the world's key film producers"). В конце 2004 года Циглер также была удостоена почётного профессорства Высшей школы кино и телевидения Конрада Вольфа (ныне Киноуниверситет Бабельсберга им. Конрада Вольфа).
В перечисление наград ниже включены только награды за заслуги и работы, атрибутированные соответствующими институциями к Регине Циглер. Список не полон, с более полным перечислением можно ознакомиться на официальном сайте Ziegler Films.

### Государственные награды
- 1998 — Офицер ордена «За заслуги перед Федеративной Республикой Германия»[4][11]
- 2001 — Орден «За заслуги перед землёй Берлин»[4][11][13]

### Номинации и премии профессиональных институций и СМИ

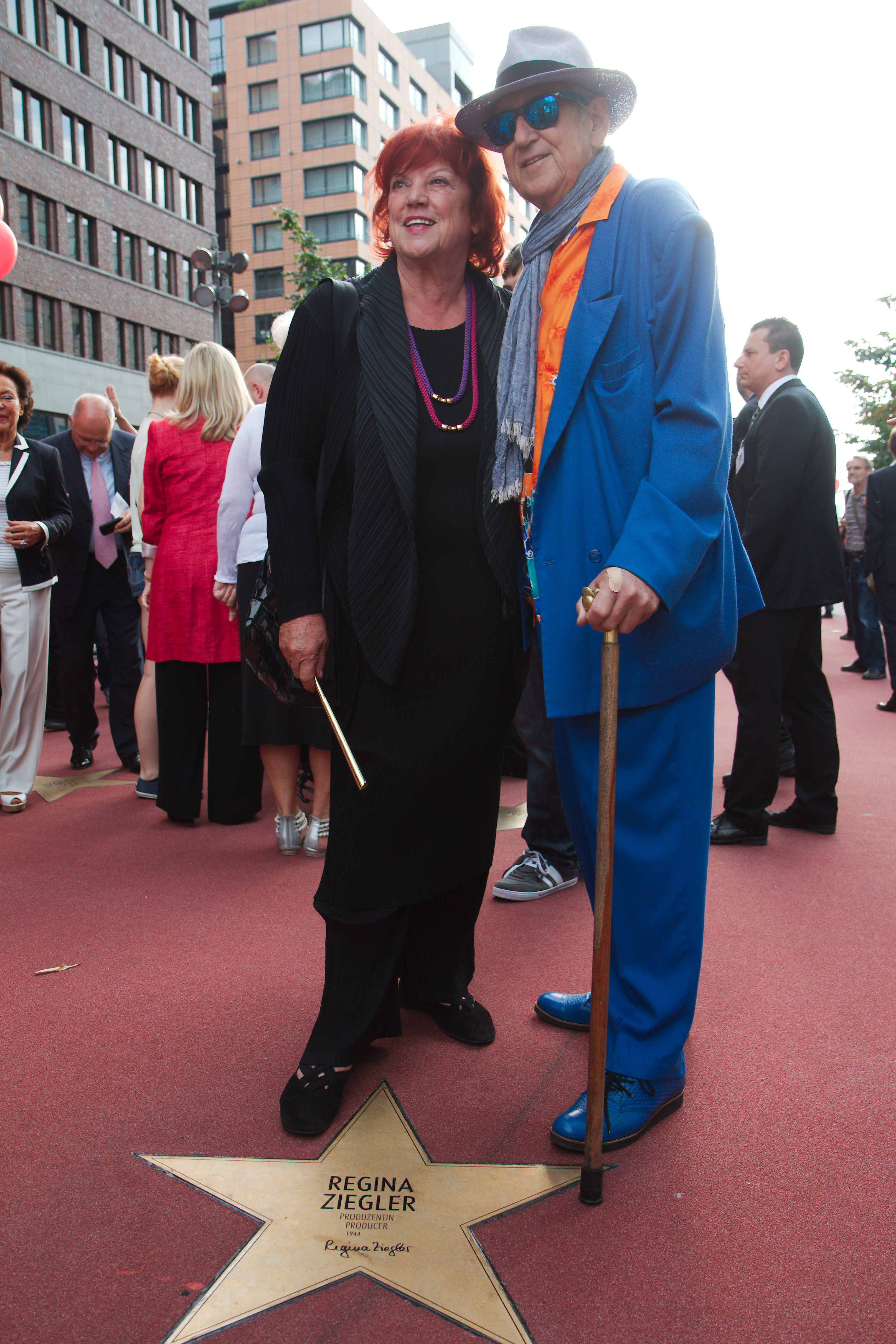
Регина Циглер с мужем в день открытия её звезды на Бульваре звёзд (3 сентября 2012 года)

- 1977 — «Золотая чаша» Германской кинопремии за лучший полнометражный художественный фильм (за фильм «Генрих» / Heinrich, 1977)[14]
- 1997 — Премия им. Адольфа Гримме за «выдающееся индивидуальное достижение в фильмопроизводстве» (за телефильм Schmetterlingsgefühle, 1996)[15]
- 1998 — Премия международного кинофестиваля в Лос-Анджелесе[4][11]
- 1999 — Премия Гримме за «выдающийся вклад а развитие телевидения»[4][11][9]
- 1999 — American Cinema Foundation Award[4][11]
- 2004 — Премия «Камера Берлинале»[англ.] Берлинского кинофестиваля[4][16]
- 2007 — Номинация на Deutscher Fernsehpreis в категории «Лучший телефильм» (за телефильм 2030 — Aufstand der Alten, 2007)[15][17][18]
- 2008 — Берлинская премия «Золотой Юлиус»[19]
- 2009 — Международная премия «Эмми» в категории «Лучший телефильм или мини-сериал» (за мини-сериал «Волки»/Die Wolfe/The Wolves of Berlin, 2009)[4][20]
- 2009 — Номинация на Deutscher Fernsehpreis в категории «Лучший мини-сериал» (за мини-сериал «Волки»)[21]
- 2010 — Номинация на премию Гримме в категории Fiction (за мини-сериал «Волки»)[22]
- 2011 — Deutscher Fernsehpreis в категории «Лучший телесериал» (за 1-й сезон сериала «Вайсензе», 2010, совместно с актёрами Флорианом Лукасом, Ханной Херспрунг, Уве Коскишем и Катрин Засс, режиссёром Фридманом Фроммом, сценаристкой Аннетой Хесс и вторым продюсером Яной Брандт)[15][23]
- 2012 — Deutscher Fernsehpreis в категории «Лучший мини-сериал» (за мини-сериал «Человек с фаготом», 2011, совместно с режиссёром Мигелем Александром и актёром Удо Юргенсом)[15][24]
- 2012 — Звезда на Бульваре звёзд[нем.] Берлина «продюсеру, никогда не терявшему коммерческого успеха и артистического уровня»[4][25]
- 2012 — Prix Europa[англ.] за пожизненные достижения[4][26]
- 2013 — Номинация Телевизионного фестиваля в Монте-Карло на «Золотую нимфу» в категории «Выдающийся телефильм или мини-сериал» (за фильм «Лесная баронесса»[нем.], 2013)[27]
- 2014 — Премия Rockie Award Международного телефестиваля в Банфе[англ.] в категории «Лучший фильм для телевидения» (за телефильм «Лесная баронесса», совместно с продюсерами Клаусом Графом и Вольфгангом Хантке и режиссёром Маркусом Розенмюллером)[28]